# Matviikivți, Horodok
Matviikivți (în ucraineană Матвійківці) este un sat în comuna Novîi Svit din raionul Horodok, regiunea Hmelnîțkîi, Ucraina.

## Demografie
Componența lingvistică a localității Matviikivți
     Ucraineană (98,92%)
     Rusă (1,08%)
Conform recensământului din 2001, majoritatea populației localității Matviikivți era vorbitoare de ucraineană (98,92%), existând în minoritate și vorbitori de rusă (1,08%).